# Biegi narciarskie na Mistrzostwach Świata Juniorów w Narciarstwie Klasycznym 2015
Biegi narciarskie na 35. Mistrzostwach Świata Juniorów odbywały się w dniach 2 - 8 lutego 2015 roku w kazachskich Ałmaty. Zawodnicy i zawodniczki rywalizowali łącznie w 14 konkurencjach, w dwóch kategoriach wiekowych: juniorów oraz młodzieżowców.

## Wyniki juniorów
| Pozycja | Zawodnik               | Narodowość | Czas    |
| ------- | ---------------------- | ---------- | ------- |
|         | Fredrik Riseth         | Norwegia   | 3:01,25 |
|         | Aleksandr Bakanow      | Rosja      | +4,85   |
|         | Johannes Høsflot Klæbo | Norwegia   | +8,00   |
| 4.      | Marius Cebulla         | Niemcy     | +10,04  |
| 5.      | Oskar Svensson         | Szwecja    | +10,11  |
| 6.      | Lauri Vuorinen         | Finlandia  | +21,67  |
| ...     |                        |            |         |
| 50.     | Dominik Bury           | Polska     | —       |
| 55.     | Kamil Bury             | Polska     | —       |
| 65.     | Bartłomiej Rucki       | Polska     | —       |

| Pozycja | Zawodniczka         | Narodowość | Czas    |
| ------- | ------------------- | ---------- | ------- |
|         | Victoria Carl       | Niemcy     | 3:29,01 |
|         | Julija Biełorukowa  | Rosja      | +1,64   |
|         | Natalja Niepriajewa | Rosja      | +2,18   |
| 4.      | Lotta Udnes Weng    | Norwegia   | +2,38   |
| 5.      | Tiril Udnes Weng    | Norwegia   | +6,42   |
| 6.      | Jenny Mann          | Niemcy     | +30,43  |

| Pozycja | Zawodnik              | Narodowość | Czas    |
| ------- | --------------------- | ---------- | ------- |
|         | Aleksiej Czerwotkin   | Rosja      | 23:36,4 |
|         | Dienis Spicow         | Rosja      | +15,9   |
|         | Aleksandr Bakanow     | Rosja      | +34,4   |
| 4.      | Iwan Jakimuszkin      | Rosja      | +36,0   |
| 5.      | Eirik Sverdrup Augdal | Norwegia   | +37,5   |
| 6.      | Axel Ekström          | Szwecja    | +1:01,8 |
| ...     |                       |            |         |
| 15.     | Dominik Bury          | Polska     | +1:47,1 |
| 41.     | Kamil Bury            | Polska     | +2:25,8 |
| 75.     | Bartłomiej Rucki      | Polska     | +4:32,8 |

| Pozycja | Zawodniczka            | Narodowość | Czas    |
| ------- | ---------------------- | ---------- | ------- |
|         | Victoria Carl          | Niemcy     | 13:26,9 |
|         | Anastasija Siedowa     | Rosja      | +5,3    |
|         | Natalja Niepriajewa    | Rosja      | +5,9    |
| 4.      | Sofie Nordsveen Hustad | Norwegia   | +9,5    |
| 5.      | Julija Biełorukowa     | Rosja      | +10,1   |
| 6.      | Anamarija Lampič       | Słowenia   | +14,8   |

| Pozycja | Zawodnik              | Narodowość | Czas    |
| ------- | --------------------- | ---------- | ------- |
|         | Aleksiej Czerwotkin   | Rosja      | 48:53,3 |
|         | Iwan Jakimuszkin      | Rosja      | +1,6    |
|         | Dienis Spicow         | Rosja      | +2,5    |
| 4.      | Eirik Sverdrup Augdal | Norwegia   | +1:00,9 |
| 5.      | Aleksandr Bakanow     | Rosja      | +1:03,5 |
| 6.      | Oskar Svensson        | Szwecja    | +1:37,3 |
| ...     |                       |            |         |
| 14.     | Dominik Bury          | Polska     | +2:17,0 |
| 34.     | Kamil Bury            | Polska     | +4:27,1 |
| 62.     | Bartłomiej Rucki      | Polska     | +7:54,6 |

| Pozycja | Zawodniczka            | Narodowość        | Czas    |
| ------- | ---------------------- | ----------------- | ------- |
|         | Sofie Nordsveen Hustad | Norwegia          | 27:02,8 |
|         | Victoria Carl          | Niemcy            | +2,0    |
|         | Ebba Andersson         | Szwecja           | +6,8    |
| 4.      | Jana Kirpiczenko       | Rosja             | +9,7    |
| 5.      | Anastasija Siedowa     | Rosja             | +11,0   |
| 6.      | Katharine Ogden        | Stany Zjednoczone | +13,2   |

| Pozycja | Państwo   | Zawodnicy                                                            | Czas    |
| ------- | --------- | -------------------------------------------------------------------- | ------- |
|         | Rosja     | Aleksandr Bakanow Iwan Jakimuszkin Dienis Spicow Aleksiej Czerwotkin | 45:11,0 |
|         | Francja   | Valentin Chauvin Jules Lapierre Jean Tiberghien Louis Schwartz       | +17,3   |
|         | Norwegia  | Johannes Høsflot Klæbo Ole Jørgen Bruvoll Audun Erikstad Gaute Kvåle | +1:01,5 |
| 4.      | Finlandia | Lauri Vuorinen Lauri Lepistö Waltteri Vinkanharju Joni Mäki          | +2:05,5 |
| 5.      | Szwecja   | Vikto Thorn Axel Ekström Filip Danielsson Olle Jonsson               | +2:25,9 |
| 6.      | Włochy    | Giacomo Gabrielli Simone Romani Mark Chanloung Mikael Abram          | +2:29,7 |

| Pozycja | Państwo    | Zawodniczki                                                                | Czas    |
| ------- | ---------- | -------------------------------------------------------------------------- | ------- |
|         | Norwegia   | Tiril Udnes Weng Julie Myhre Sofie Nordsveen Hustad Lotta Udnes Weng       | 35:04,0 |
|         | Rosja      | Jana Kirpiczenko Natalja Niepriajewa Anastasija Siedowa Julija Biełorukowa | +0,4    |
|         | Niemcy     | Nadine Herrmann Katharina Hennig Sofie Krehl Victoria Carl                 | +35,3   |
| 4.      | Szwecja    | Hedda Bångman Lisa Vinsa Moa Olsson Ebba Andersson                         | +51,7   |
| 5.      | Słowenia   | Anamarija Lampič Anja Mandeljc Manca Slabanja Anita Klemenčič              | +1:06,0 |
| 6.      | Szwajcaria | Alina Meier Lydia Hiernickel Stefanie Arnold Nadine Fähndrich              | +1:11,0 |

## Wyniki młodzieżowców U23
| Pozycja | Zawodnik                | Narodowość        | Czas        |
| ------- | ----------------------- | ----------------- | ----------- |
|         | Sondre Turvoll Fossli   | Norwegia          | 2:56,46 min |
|         | Sindre Bjørnestad Skar  | Norwegia          | +2,02 s     |
|         | Jermił Wokujew          | Rosja             | +3,42 s     |
| 4.      | Richard Jouve           | Francja           | +4,66 s     |
| 5.      | Martin Løwstrøm Nyenget | Norwegia          | +6,48 s     |
| 6.      | Benjamin Saxton         | Stany Zjednoczone | +17,54 s    |
| ...     |                         |                   |             |
| 26.     | Konrad Motor            | Polska            | —           |
| 29.     | Paweł Klisz             | Polska            | —           |

| Pozycja | Zawodniczka       | Narodowość | Czas        |
| ------- | ----------------- | ---------- | ----------- |
|         | Francesca Baudin  | Włochy     | 3:27,66 min |
|         | Silje Theodorsen  | Norwegia   | +0,48 s     |
|         | Giulia Stürz      | Włochy     | +1,59 s     |
| 4.      | Alisa Żambałowa   | Rosja      | +1,67 s     |
| 5.      | Laura Gimmler     | Niemcy     | +9,24 s     |
| 6.      | Greta Laurent     | Włochy     | +22,02 s    |
| ...     |                   |            |             |
| 27.     | Urszula Łętocha   | Polska     | —           |
| 33.     | Dominika Bielecka | Polska     | —           |

| Pozycja | Zawodnik               | Narodowość | Czas        |
| ------- | ---------------------- | ---------- | ----------- |
|         | Florian Notz           | Niemcy     | 35:55,3 min |
|         | Simen Hegstad Krüger   | Norwegia   | +9,5 s      |
|         | Adrien Backscheider    | Francja    | +26,7 s     |
| 4.      | Giandomenico Salvadori | Włochy     | +34,7 s     |
| 5.      | Magne Haga             | Norwegia   | +40,2 s     |
| 6.      | Sindre Bjørnestad Skar | Norwegia   | +43,6 s     |
| ...     |                        |            |             |
| 33.     | Konrad Motor           | Polska     | +2:31,6 min |
| 35.     | Paweł Klisz            | Polska     | +2:36,0 min |

| Pozycja | Zawodniczka             | Narodowość | Czas        |
| ------- | ----------------------- | ---------- | ----------- |
|         | Barbro Kvåle            | Norwegia   | 27:20,3 min |
|         | Darja Storożyłowa       | Rosja      | +5,8 s      |
|         | Nathalie von Siebenthal | Szwajcaria | +6,4 s      |
| 4.      | Evelina Settlin         | Szwecja    | +16,0 s     |
| 5.      | Anne Kjersti Kalvå      | Norwegia   | +22,4 s     |
| 5.      | Silje Theodorsen        | Norwegia   | +22,4 s     |
| ...     |                         |            |             |
| 29.     | Dominika Bielecka       | Polska     | +2:05,4 min |
| 35.     | Urszula Łętocha         | Polska     | +2:50,4 min |

| Pozycja | Zawodnik               | Narodowość | Czas        |
| ------- | ---------------------- | ---------- | ----------- |
|         | Magne Haga             | Norwegia   | 1:19:26,3 h |
|         | Clément Parisse        | Francja    | +0,6 s      |
|         | Dmitrij Rostowcew      | Rosja      | +2,6 s      |
| 4.      | Florian Notz           | Niemcy     | +8,3 s      |
| 5.      | Giandomenico Salvadori | Włochy     | +11,7 s     |
| 6.      | Adrien Backscheider    | Francja    | +15,6 s     |
| ...     |                        |            |             |
| 35.     | Paweł Klisz            | Polska     | +5:04,6 min |

| Pozycja | Zawodniczka             | Narodowość | Czas        |
| ------- | ----------------------- | ---------- | ----------- |
|         | Nathalie von Siebenthal | Szwajcaria | 41:00,0 min |
|         | Barbro Kvåle            | Norwegia   | +22,5 s     |
|         | Giulia Stürz            | Włochy     | +26,1 s     |
| 4.      | Francesca Baudin        | Włochy     | +35,3 s     |
| 5.      | Silje Theodorsen        | Norwegia   | +39,0 s     |
| 6.      | Darja Storożyłowa       | Rosja      | +45,9 s     |
| ...     |                         |            |             |
| 32.     | Urszula Łętocha         | Polska     | +4:36,0 min |
| DNF     | Dominika Bielecka       | Polska     | —           |

## Wyniki Polaków

### U-23

#### Kobiety
| Zawodniczka       | Sprint | 10 km | 2x7,5 km |
| ----------------- | ------ | ----- | -------- |
| Urszula Łętocha   | 27     | 35    | 32       |
| Dominika Bielecka | 33     | 29    | DNF      |

#### Mężczyźni
| Zawodnik     | Sprint C | 15 km F | 2x15 km |
| ------------ | -------- | ------- | ------- |
| Konrad Motor | 26       | 33      | —       |
| Paweł Klisz  | 29       | 35      | 35      |

### Juniorzy

#### Mężczyźni
| Zawodnik         | Sprint C | 10 km F | 2x10 km | Sztafeta |
| ---------------- | -------- | ------- | ------- | -------- |
| Dominik Bury     | 50       | 15      | 14      | —        |
| Kamil Bury       | 55       | 41      | 34      | —        |
| Bartłomiej Rucki | 65       | 75      | 62      | —        |

## Klasyfikacja medalowa
| Miejsce | Państwo    |   |   |   | złoto · srebro · brąz |
| ------- | ---------- | - | - | - | --------------------- |
| 1.      | Norwegia   | 6 | 4 | 2 | 12                    |
| 2.      | Rosja      | 3 | 7 | 6 | 16                    |
| 3.      | Niemcy     | 3 | 1 | 1 | 5                     |
| 4.      | Włochy     | 1 | 0 | 2 | 3                     |
| 5.      | Szwajcaria | 1 | 0 | 1 | 2                     |
| 6.      | Francja    | 0 | 2 | 1 | 3                     |
| 7.      | Szwecja    | 0 | 0 | 1 | 1                     |